# 1433 Geramtina
1433 Geramtina је астероид главног астероидног појаса чија средња удаљеност од Сунца износи 2,796 астрономских јединица (АЈ).
Апсолутна магнитуда астероида је 11,4 а геометријски албедо 0,024.